# Aaron Sorkin
Aaron Sorkin, född 9 juni 1961 i New York, är en amerikansk manusförfattare och exekutiv producent inom teater, film och TV. Han har bland annat arbetat med Broadwaypjäsen På heder och samvete, filmen Presidenten och miss Wade samt TV-serierna Vita huset, Sports Night och Studio 60 on the Sunset Strip.

## Karriär
Efter examen i musikalteater på Syracuse University 1983 tillbringade Sorkin stora delar av 1980-talet i New York som aspirerande, sporadiskt anställd skådespelare. Han fann sin passion som dramatiker och etablerade sig snabbt som en ung, lovande pjäsförfattare i New Yorks teatervärld. Hollywoodproducenten David Brown fattade tycke för hans teaterstycke På heder och samvete, och köpte filmrättigheterna till manuskriptet innan pjäsen ens haft premiär. Castle Rock Entertainment hyrde in Sorkin för att anpassa manuskriptet till filmduken och filmen På heder och samvete, med Jack Nicholson, Demi Moore och Tom Cruise i huvudrollerna, blev en succé när den kom ut 1992. Sorkin fortsatte med att skriva två filmmanus åt Castle Rock, Malice och Presidenten och miss Wade. I mitten av 1990-talet kallades han in som manusdoktor för flera filmer, exempelvis Bulworth.
1998 tog hans TV-karriär fart, då han skapade komediserien Sports Night för TV-bolaget ABC. Serien sändes i bara två säsonger, och Sorkin gick över till att skriva manus till nästa TV-serie, det politiska dramat Vita Huset, den här gången för bolaget NBC. Vita Huset belönades under sin första säsong med 13 Emmy Awards, och fortsatte under Sorkins manusskrivande i ytterligare tre säsonger, då serien fick en Emmy för Bästa Dramaserie de första fyra säsongerna. Sorkin hoppade av projektet i slutet av 2003. 2006 hade hans nästa serie premiär på NBC, dramakomedin Studio 60 on the Sunset Strip. Serien fick, trots höga förväntningar och mycket förhandsprat, dock ett blandat mottagande av kritikerna och hade låga tittarsiffror, varför NBC lade ner serien efter en säsong. Sorkin skrev därefter manuset till filmen Charlie Wilson's War som hade premiär 2007. Hans senaste bidrag inom filmen är som manusförfattare till Social Network som handlar om hur Facebook skapades.
I juni 2004 avslutade Sorkin ett filmmanus om Philo Farnsworth (mannen som möjliggjorde TV), som var tänkt att regisseras av Sorkins parhäst Thomas Schlamme. Filmen producerades dock aldrig. Efter att ha varit bort från teatervärlden i tio år, återvände han 2007 för att omarbeta filmmanuskriptet till teaterscenen. The Farnsworth Invention hade premiär på Broadway i december 2007.
Sorkin är unik i TV-branschen i och med att han skriver nästan alla avsnittsmanus själv. Det ger hans serier en viss kontinuitet och en gemensam stil som ibland saknas i serier med många författare. Å andra sidan är hans manus ofta sena, vilket gör att filmteamet tvingas arbeta övertid, något som tär på seriens budget.
Han har även gjort en gästroll i tv-serien Entourage där han spelar sig själv.
Aaron Sorkins senaste TV-serie The Newsroom hade premiär i USA den 24 juni 2012.

## Privatliv
Sorkin brottades med ett kokainberoende under många år. Den 15 april 2001 greps Sorkin efter att tullen vid Burbanks flygplats funnit bland annat marijuana och kokain i hans handbagage. Han beordrades senare att gå ett avvänjningsprogram, och han rapporteras vara fri från missbruket. Medan drevet gick kring Sorkins drogvanor, gav det Vita huset dålig PR, men det gav också trovärdighet åt de scener där en av seriens huvudpersoner brottades med sitt eget missbruk.

## Utmärkelser
Förutom en Emmy för Bästa Manus för Dramaserie, har Sorkin också fått flera nomineringar och priser från Golden Globe, Producers Guild of America, och Writers Guild of America. 2011 belönades han med en Oscar för bästa manus efter förlaga, för sitt manus till David Finchers Social Network.

## Verk

### TV-serier
- 1998–2000 – Sports Night (TV-serie) (skapare, författare, exekutiv producent)
- 1999–2006 – Vita huset (TV-serie) (skapare, författare, exekutiv producent (1999–2003))
- 2006–2007 – Studio 60 on the Sunset Strip (TV-serie) (skapare, författare, exekutiv producent)
- 2012–2014 – The Newsroom (TV-serie) (skapare, manusförfattare, producent)

### Filmer
- 1992 – På heder och samvete (manus)
- 1993 – Malice (manus, idé)
- 1995 – Presidenten och miss Wade (manus)
- 2007 – Charlie Wilson's War (manus)
- 2010 – Social Network (manus)
- 2011 – Moneyball (manus)
- 2015 – Steve Jobs (manus)
- 2017 – Molly's Game (regi och manus)
- 2020 – The Trial of the Chicago 7 (regi och manus)
- 2021 – Att vara Ricardos (regi och manus)

### Pjäser
- 1989 – På heder och samvete (pjäsförfattare)
- 1990 – Hidden in this Picture (enaktare; pjäsförfattare)
- 2007 – The Farnsworth Invention (pjäsförfattare)

### Fotnoter
1. ↑  Brad Herzog (sommaren 2001). ”In the Spotlight: Script Sensation”. Syracuse University Magazine. Arkiverad från originalet den 10 juni 2010. https://web.archive.org/web/20100610192650/http://sumagazine.syr.edu/archive/summer01/features/spotlight/index.html. Läst 3 augusti 2010.
2. ↑  Prigge, Steven (2004). Movie Moguls Speak: Interviews with Top Film Producers. McFarland & Company. sid. 12–13. ISBN 978-0786419296
3. ↑  Bruce Weber (4 november 2007). ”Prodigal Returns, Bearing Dialogue”. The New York Times. http://www.nytimes.com/2007/11/04/theater/04webe.html. Läst 1 oktober 2008.  ”'I’ve been healthy for six and a half years,' he said. 'But like any addict I’m one phone call away from that not being true.'”